# Station Purwakarta
Purwakarta is een spoorwegstation in de Indonesische provincie West-Java.

## Bestemmingen
- Argo Parahyangan naar Station Gambir en Station Bandung
- Harina naar Station Surabaya Pasarturi en Station Bandung
- Ciremai Express naar Station Cirebon en Station Bandung
- Serayu naar Station Pasar Senen en Station Purwokerto
- Lokal Purwakarta naar Station Jakarta Kota
- Lokal Cibatu naar Station Cibatu